# 468

## Esdeveniments
- El rei visigot Euric comença la campanya a Espanya
- Massacre de jueus a Pèrsia, acusats de matar dos mags
- Apareix la Novelae Posttheodosinae que té per base el Codex Theodosianus de Teodosi II d'Orient, portat a l'Occident per Valentinià III el 439.